# 마에다 슌스케
마에다 슌스케(일본어: 前田 俊介, 1986년 6월 9일 ~ )는 일본의 전 축구 선수이다.

## 구단 경력
그는 2004년부터 2017년까지 J리그의 산프레체 히로시마, 오이타 트리니타, FC 도쿄, 콘사돌레 삿포로, 가이나레 돗토리에서 활동하였다.

## 국가대표팀 경력
그는 2005년 FIFA 세계 청소년 축구 선수권 대회에 참가할 일본 U-20 국가대표팀에 발탁되었으며, 2경기에 출전, 1득점을 넣었다. 2006년 아시안 게임에도 출전했다.